# Jürgen Prange
Jürgen Prange (* 21. August 1965) ist ein ehemaliger deutscher Fußballspieler.

## Karriere
Prange begann seine Karriere beim TuS Lingen, ehe er über die Station VfL Osnabrück zum Oberligisten VfB Oldenburg kam, für den er insgesamt 80 Spiele in der Oberliga Nord bestritt. Vom VfB Oldenburg wechselte er 1987 zum VfB Stuttgart, der ihn aber sofort zum SV Meppen auslieh. Für den SV Meppen bestritt er in der Saison 1987/88 insgesamt 27 Zweitligaspiele, in denen ihm zwei Tore gelangen. Ab 1988 lief Jürgen Prange zwei Spielzeiten lang für Hannover 96 in der Bundesliga und 2. Bundesliga auf. 1990 zog es ihn schließlich zum Zweitligaaufsteiger TSV Havelse, für den er neun Zweitligaspiele (ein Tor) absolvierte. Nach dem Abstieg aus der 2. Liga blieb Prange dem TSV Havelse noch zwei Jahre treu, bevor er 1993 zum TuS Celle FC wechselte. Für die Niedersachsen absolvierte Prange zwei Spielzeiten in der Oberliga bzw. Regionalliga Nord, ehe er seine Karriere im unterklassigen Fußball ausklingen ließ.